# Franz Platko
Franz Platko Kopiletz, conosciuto come Ferenc Plattkó o Francisco Platko (Budapest, 2 dicembre 1898 – Santiago del Cile, 2 settembre 1983), è stato un allenatore di calcio e calciatore ungherese, di ruolo portiere.

## Carriera
Nella sua lunga carriera giocò nel FC Barcelona dal 1923 al 1930 vincendo la liga nel 1928-1929 e la Coppa del Re nel 1925, 1926 e 1928, ed allenò squadre come lo stesso Barcelona (1934-1935 e 1955-1956), Arsenal FC (1939), River Plate (1940) e Boca Juniors nel 1949.

## Statistiche

### Cronologia presenze e reti in nazionale
| Cronologia completa delle presenze e delle reti in nazionale ― Ungheria | Cronologia completa delle presenze e delle reti in nazionale ― Ungheria | Cronologia completa delle presenze e delle reti in nazionale ― Ungheria | Cronologia completa delle presenze e delle reti in nazionale ― Ungheria | Cronologia completa delle presenze e delle reti in nazionale ― Ungheria | Cronologia completa delle presenze e delle reti in nazionale ― Ungheria | Cronologia completa delle presenze e delle reti in nazionale ― Ungheria | Cronologia completa delle presenze e delle reti in nazionale ― Ungheria |
| Data                                                                    | Città                                                                   | In casa                                                                 | Risultato                                                               | Ospiti                                                                  | Competizione                                                            | Reti                                                                    | Note                                                                    |
| ----------------------------------------------------------------------- | ----------------------------------------------------------------------- | ----------------------------------------------------------------------- | ----------------------------------------------------------------------- | ----------------------------------------------------------------------- | ----------------------------------------------------------------------- | ----------------------------------------------------------------------- | ----------------------------------------------------------------------- |
| 15/07/1917                                                              | Vienna                                                                  | Austria                                                                 | 1 – 4                                                                   | Ungheria                                                                | Amichevole                                                              | −1                                                                      |                                                                         |
| 07/10/1917                                                              | Budapest                                                                | Ungheria                                                                | 2 – 1                                                                   | Austria                                                                 | Amichevole                                                              | −1                                                                      |                                                                         |
| 04/11/1917                                                              | Vienna                                                                  | Austria                                                                 | 1 – 2                                                                   | Ungheria                                                                | Amichevole                                                              | −1                                                                      |                                                                         |
| 05/06/1921                                                              | Budapest                                                                | Ungheria                                                                | 3 – 0                                                                   | Germania                                                                | Amichevole                                                              | -                                                                       |                                                                         |
| 04/03/1923                                                              | Genova                                                                  | Italia                                                                  | 0 – 0                                                                   | Ungheria                                                                | Amichevole                                                              | -                                                                       |                                                                         |
| 11/03/1923                                                              | Losanna                                                                 | Svizzera                                                                | 1 – 6                                                                   | Ungheria                                                                | Amichevole                                                              | −1                                                                      |                                                                         |
| Totale                                                                  |                                                                         | Presenze                                                                | 6                                                                       |                                                                         | Reti                                                                    | −4                                                                      |                                                                         |

## Palmarès

### Giocatore

#### Club
- Campionato spagnolo: 1

Barcellona: 1928-1929
- Coppa di Spagna: 3

Barcellona: 1925, 1926, 1928
- Campionato catalano di calcio: 6

Barcellona: 1923-24, 1924-25, 1925-26, 1926-27, 1927-28, 1929-30

### Allenatore
- Campionato catalano di calcio: 1

Barcellona: 1934-35
- Campionato rumeno: 1

Venus Bucarest: 1936-1937
- Campionato cileno: 3

Colo-Colo: 1939, 1941, 1953